# Baltski Veneti
Báltski Venéti ali Venédi so bili antično indoevropsko ljudstvo na ozemlju današnje Poljske. Imeli so pomembno vlogo v etnogenezi Slovanov. Ime tega ljudstva so Germani kasneje prenesli na Slovane.

## Arheološki viri
Novejše raziskave (npr. poljskega znanstvenika Jerzyja Okulicza; Pleterski 1995: 541) Venete povezujejo s pomorjansko arheološko kulturo in kulturo zvončastih čaš. O njihovi jezikovni dediščini je možno sklepati na podlagi predslovanskih rečnih imen v porečjih rek Visle in Odre (o primerih glej Gołąb 1992: 263-267). 
Proti koncu 3. stoletja pr. n. št. se del prebivalstva pomorjanske kulture zvončastih čaš preseli proti vzhodu, v območje Baltoslovanov. Omenjena selitev je arheološko dokazana ter je časovno in prostorsko povezana s selitvami Germanov proti jugovzhodu. 
Okoli leta 200 pr. n. št. se na območjih pripjatskega Polesja ter zgornjega in srednjega Dnepra pojavi zarubinska arheološka kultura, ki velja za začetek Slovanov in traja nekako do 2. stoletja n. št.
Jezikovno najbližji sorodniki Slovanov so Balti. Oboji- Slovani in Balti- imajo skupne prednike, Baltoslovane, ki so v 1. tisočletju pr. n. št. naseljevali širše področje današnje Belorusije, severne in severozahodne Ukrajine ter zahodne Rusije. Zarubinska kultura je nastala na južnem obrobju tega področja. Arheološko gradivo njenih najzgodnejših stopenj kaže, da je nastala kot zlitje lastnosti krajevne milogradske kulture (ki pripada starejšemu baltoslovanskemu jedru) in tuje, pomorjanske kulture zvončastih čaš (katere možni nosilci so Veneti), izpričane pa so tudi lastnosti skitske in germanske jastorfske kulture. Priselitev Venetov v južni del območja Baltoslovanov je verjeten vzrok za postopno oblikovanje novega ljudstva Slovanov, ki se je ločilo od predhodne baltoslovanske skupnosti. Na etnogenezo Slovanov so sicer poleg Venetov vplivala tudi germanska in iranska ljudstva.

## Razmerje med Veneti inSlovani
Vzrok, zakaj so Germani Slovane od najzgodnejših stikov imenovali Veneti, gre iskati v dejstvu, da so ob selitvah na jugovzhod najprej prišli v kulturni stik z Veneti, nato pa so to ime prenesli na  Slovane, ki so vsaj delno asimilirali Venete in kasneje poselili njihovo ozemlje. Slovani sicer sami sebe nikoli niso imenovali Veneti, temveč so jih tako imenovali zgolj njihovi germanski sosedje. Če drži domneva, da je etnonim Slovani izpeljan iz *slovo (beseda), potem so Slovani sami sebe razlikovali po tem, da je bil njihov jezik drugačen od sosednjih in zato temelj njihove identitete (Pleterski 1995: 540-541, 547-548).

## Pisni viri
V pisnih virih se ime Veneti začne pojavljati v 1.  stoletju n. št. Prvi ga omenja rimski pisec Plinij starejši v delu Historia naturalis (Liber IV: 96-97), ki navaja, da deželo Aeningio do reke Visle naseljujejo Sarmatski Venedi, Sciri in Hirri. Tacit v delu Germania omenja Venede skupaj z ljudstvoma Peucini in Fenni, strokovnjaki pa (s pridržki) dopuščajo možnost umeščanja Tacitovih Venedov v območje zarubinske kulture. V 2. stoletju Venete z imenom Ouenedai omenja Ptolemaj v delu De Geographia (III 5. 21.). Umešča jih ob Baltik, na območju zarubinske kulture pa so v njegovih pričevanjih omenjeni Stauanoi, kar je možno prepoznati kot prvo zgodovinsko omembo Slovanov (o pomislekih in nadaljnji literaturi glej Pleterski 1995: 547). Zgodovinski dokument Tabula Peutingeriana (2. do 4. stoletje pr. n. št.) ločeno omenja ljudstvi Venedi in Venadi Sarmatae; prvi so umeščeni blizu delte Donave, drugi pa severno od Karpatov, na območje južne Poljske (Pleterski 1995: 541, 547-548; Gołąb 1992: 287-290, 295-296).
Prvi vir, v katerem se venetsko ime izrecno nanaša na Slovane, je pričevanje gotskega pisca Jordanesa, ki leta 551 v delu Getica (30-35) omenja, da živi veliko ljudstvo Venetov, katerih ime se med različnimi rodovi in kraji spreminja, v glavnem pa se imenujejo Sclaveni in Anti. Jordanes navaja, da Sclaveni prebivajo od mesta Novietunum ob spodnji Donavi (danes Isaccea v Romuniji) in mursianskega jezera do Dnestra in na severu do Visle, Anti, ki so najmočnejši med njimi, pa od Dnestra do Dnepra. Njegova pričevanja sovpadajo s časom, ko so Slovani vdirali na Balkan in v Grčijo. Širjenje Slovanov v tem obdobju izpričuje kompleks praške, penkivske in koločinske arheološke kulture (Mallory 1989: 76-78; glej tudi Jordanes: Getica 119).